# 岩谷莫哀

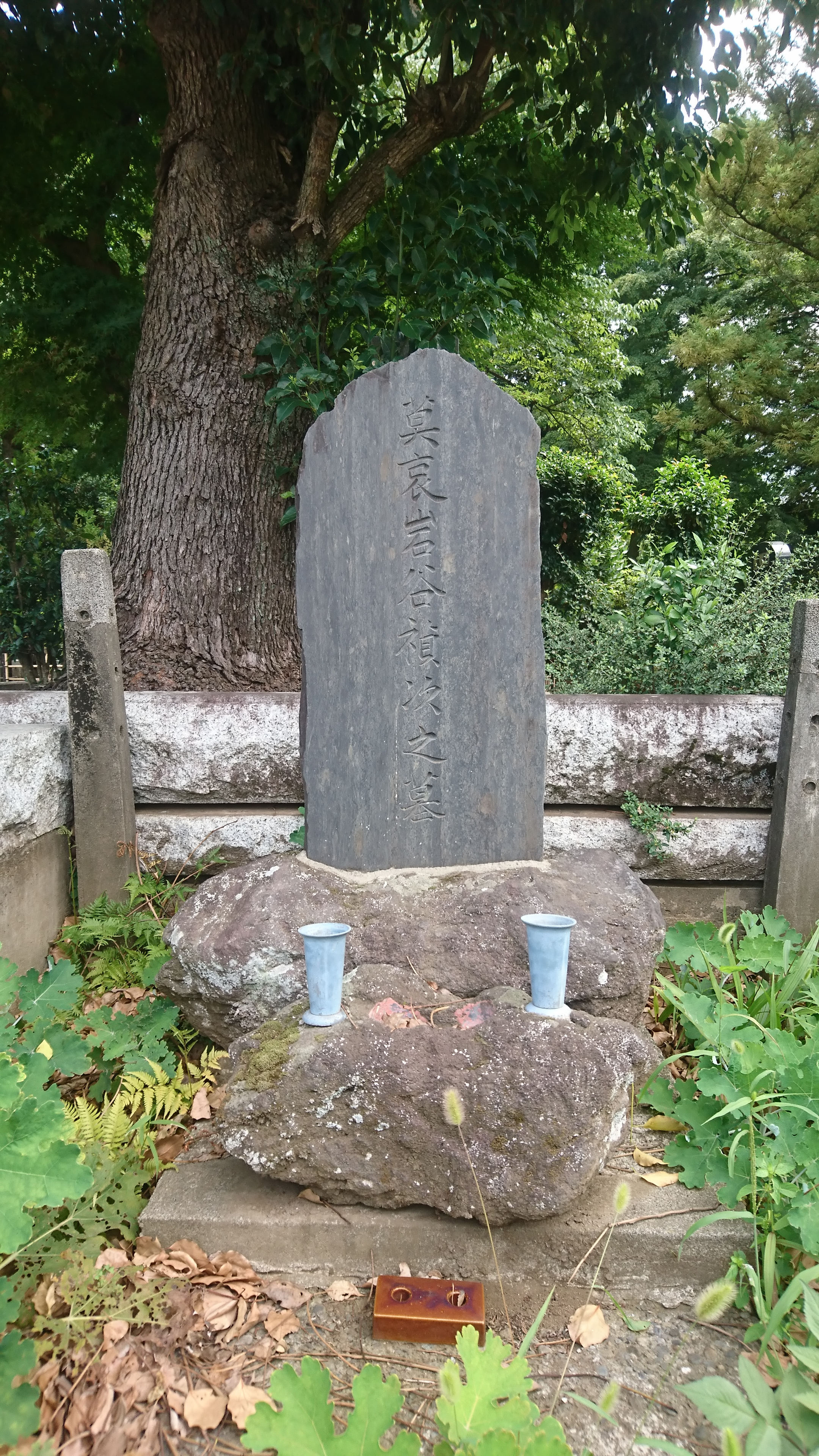
多磨霊園にある岩谷莫哀の墓

岩谷 莫哀（いわや ばくあい、本名：岩谷 禎次、1888年（明治21年）4月18日 - 1927年（昭和2年）11月20日）は、日本の歌人、編集者。鹿児島県生まれ。

## 生涯
鹿児島県薩摩郡宮之城村湯田（現在のさつま町）に生まれる。川内中学校（現在の鹿児島県立川内高等学校）に進学、今井白楊と同窓となり文学を志し、「秀才文壇」などに投稿。第七高等学校造士館（現在の鹿児島大学）を経て、東京帝国大学法科大学経済学科を卒業。東大では尾上柴舟に学んだ。
短歌雑誌『車前草』を創刊。編集者として『桜草』や、橋田東聲主宰の『珊瑚礁』など、他の短歌雑誌でも活躍、のちに『水甕』を創刊し、同誌に専念する。
1916年、出版社「莫哀社」を起こすも事業に失敗し、翌年には明治製糖に入社して台湾に渡る。しかし結核に罹り、以降は茅ヶ崎で療養しながら病床詠の数々を詠んだ。1927年、39歳で死去。
9歳で母を、22歳で父を亡くした。莫哀の名は若くして両親を失っていることを「哀しむなかれ」の意味である。処女歌集『春の反逆』の冒頭にも「亡き父母の霊前に獻ぐ」とある。
故郷の宮之城温泉にある湯之神社に歌碑「み下ろせば薩摩の方へひと筋の川うねうねと流れたりけり」がある。墓所は東京の多磨霊園にあり、同区画に歌碑もある。
かつて薩摩川内市で開催されていた青少年対象の「まごころ青春短歌大会」には「岩谷莫哀賞」が設けられていた。

## 著書

### 歌集
- 『春の反逆』（莫哀社）1915年
- 『草路集』（岩谷禎次編、水甕叢書第5編、水甕発行所）1920年 - 尾上柴舟、鈴木康文らとの共同歌集
- 『仰望』（新詩壇社）1925年
- 『岩谷莫哀短歌全集』（水甕社）1930年

### 編書
- 『現代名歌選』（歌道協会）1926年